# HD 114762 b
HD 114762 b是一個位於后髮座，距離地球約132光年的候選系外行星或棕矮星。

## 概要
HD 114762 b環繞黃-白矮星HD 114762，但直到1989年才由大衛·萊瑟姆等人以光學方式發現 直到2006年仍缺乏證據顯示它是否為氣體巨行星，它的質量下限可能是11倍木星質量，質量上限則是木星的145倍，因此它可能是行星或棕矮星、紅矮星。如果它是系外行星的話，它將是首顆被偵測到的系外行星，雖然目前仍未確定。而它的發現甚至早於1992年發現的環繞脈衝星PSR B1257+12的脈衝星行星和1995年在恆星飛馬座51（黃矮星）旁發現首顆環繞主序星的系外行星。它的軌道週期約83.89日，軌道離心率是0.34。